# Juge de l'expropriation
 (avril 2020).
Si vous disposez d'ouvrages ou d'articles de référence ou si vous connaissez des sites web de qualité traitant du thème abordé ici, merci de compléter l'article en donnant les références utiles à sa vérifiabilité et en les liant à la section « Notes et références ».
En France, le juge de l'expropriation est un juge du Tribunal judiciaire qui prend les décisions de la phase judiciaire de l'expropriation pour cause d'utilité publique. Il rend, dans la première partie de la procédure, l'ordonnance d'expropriation qui transfère la propriété du bien exproprié à l'autorité expropriante. Son deuxième rôle est de procéder à la fixation du montant des indemnités d'expropriation. 
Jusqu'en 2019, le juge de l'expropriation appartenait au Tribunal de grande instance. 